# Makoto Okazaki
Makoto Okazaki (岡崎 慎 Okazaki Makoto?, Tokio, 10 de octubre de 1998) es un futbolista japonés que juega como defensa en el Roasso Kumamoto de la J2 League.

## Trayectoria

### Clubes
| Club                     | País  | Año       |
| ------------------------ | ----- | --------- |
| F. C. Tokyo              | Japón | 2016-2022 |
| Shimizu S-Pulse (cedido) | Japón | 2020      |
| Roasso Kumamoto          | Japón | 2023-     |